# Hayden Foxe
Hayden Foxe (Sydney, 23 juni 1977) is een voormalig Australisch voetballer.

## Australisch voetbalelftal
Foxe debuteerde in 1998 in het Australisch nationaal elftal en speelde 11 interlands, waarin hij 2 keer scoorde. Foxe vertegenwoordigde zijn vaderland eveneens op de Olympische Spelen 1996 in Atlanta.

## Erelijst
Portsmouth
- Football League First Division

2003